# Tennis Channel Open
A Tennis Channel Open minden év február–márciusában megrendezett tenisztorna férfiak számára Las Vegasban.
Az ATP 250 Series tornák közé tartozik, összdíjazása 416 000 dollár. A versenyen 32 versenyző vehet részt.
A mérkőzéseket szabadtéri kemény borítású pályákon játsszák 1986 óta. A helyszín 2006 óta Las Vegas, azelőtt az arizonai Scottsdale-ban rendezték a tornát.

## Győztesek

### Egyéni
| Scottsdale, Arizona | Scottsdale, Arizona | Scottsdale, Arizona | Scottsdale, Arizona |
| Év                  | Győztes             | Ellenfél a döntőben | Eredmény a döntőben |
| ------------------- | ------------------- | ------------------- | ------------------- |
| 1986                | John McEnroe        | Kevin Curren        | 6-3, 3-6, 6-2       |
| 1987                | Brad Gilbert        | Eliot Teltscher     | 6-2, 6-2            |
| 1988                | Mikael Pernfors     | Glenn Layendecker   | 6-2, 6-4            |
| 1989                | Ivan Lendl          | Stefan Edberg       | 6-2, 6-3            |
| 1990                | elmaradt            |                     |                     |
| 1991                | elmaradt            |                     |                     |
| 1992                | Stefano Pescosolido | Brad Gilbert        | 6-0, 1-6, 6-4       |
| 1993                | Andre Agassi        | Marcos Ondruska     | 6-2, 3-6, 6-3       |
| 1994                | Andre Agassi        | Luiz Mattar         | 6-4, 6-3            |
| 1995                | Jim Courier         | Mark Philippoussis  | 7-6(2), 6-4         |
| 1996                | Wayne Ferreira      | Marcelo Ríos        | 2-6, 6-3, 6-3       |
| 1997                | Mark Philippoussis  | Richey Reneberg     | 6-4, 7-6(4)         |
| 1998                | Andre Agassi        | Jason Stoltenberg   | 6-4, 7-6(3)         |
| 1999                | Jan-Michael Gambill | Lleyton Hewitt      | 7-6(2), 4-6, 6-4    |
| 2000                | Lleyton Hewitt      | Tim Henman          | 6-4, 7-6(2)         |
| 2001                | Francisco Clavet    | Magnus Norman       | 6-4, 6-2            |
| 2002                | Andre Agassi        | Juan Balcells       | 6-2, 7-6(2)         |
| 2003                | Lleyton Hewitt      | Mark Philippoussis  | 6-4, 6-4            |
| 2004                | Vincent Spadea      | Nicolas Kiefer      | 7-5, 6-7(5), 6-3    |
| 2005                | Wayne Arthurs       | Mario Ančić         | 7-5, 6-3            |
| Las Vegas, Nevada   |                     |                     |                     |
| 2006                | James Blake         | Lleyton Hewitt      | 7-5, 2-6, 6-3       |
| 2007                | Lleyton Hewitt      | Jürgen Melzer       | 6-4, 7-6(10)        |
| 2008                | Sam Querrey         | Kevin Anderson      | 4-6, 6-3, 6-4       |

### Páros
| Scottsdale, Arizona | Scottsdale, Arizona                 | Scottsdale, Arizona                  | Scottsdale, Arizona     |
| Év                  | Győztesek                           | Ellenfelek a döntőben                | Eredmény a döntőben     |
| ------------------- | ----------------------------------- | ------------------------------------ | ----------------------- |
| 1986                | Leonardo Lavalle / Mike Leach       | Scott Davis / David Pate             | 7-6, 6-4                |
| 1987                | Rick Leach / Jim Pugh               | Dan Goldie / Mel Purcell             | 6-3, 6-2                |
| 1988                | Scott Davis / Tim Wilkison          | Rick Leach / Jim Pugh                | 6-4, 7-6                |
| 1989                | Rick Leach / Jim Pugh               | Paul Annacone / Christo Van Rensburg | 6-7, 6-3, 6-2, 2-6, 6-4 |
| 1990                | elmaradt                            |                                      |                         |
| 1991                | elmaradt                            |                                      |                         |
| 1992                | Mark Keil / Dave Randall            | Kent Kinnear / Sven Salumaa          | 4-6, 6-1, 6-2           |
| 1993                | Mark Keil / Dave Randall            | Luke Jensen / Sandon Stolle          | 7-5, 6-4                |
| 1994                | Jan Apell / Ken Flach               | Alex O'Brien / Sandon Stolle         | 6-0, 6-4                |
| 1995                | Trevor Kronemann / David Macpherson | Luis Lobo / Javier Sánchez           | 4-6, 6-3, 6-4           |
| 1996                | Patrick Galbraith / Rick Leach      | Richey Reneberg / Brett Steven       | 5-7, 7-5, 7-5           |
| 1997                | Luis Lobo / Javier Sánchez          | Jonas Björkman / Rick Leach          | 6-3, 6-3                |
| 1998                | Cyril Suk / Michael Tebbutt         | Kent Kinnear / David Wheaton         | 4-6, 6,1, 7-6           |
| 1999                | Justin Gimelstob / Richey Reneberg  | Mark Knowles / Sandon Stolle         | 6-4, 6-7(4), 6-3        |
| 2000                | Jared Palmer / Richey Reneberg      | Patrick Galbraith / David Macpherson | 6-3, 7-5                |
| 2001                | Donald Johnson / Jared Palmer       | Marcelo Ríos / Sjeng Schalken        | 7-6(3), 6-2             |
| 2002                | Bob Bryan / Mike Bryan              | Mark Knowles / Daniel Nestor         | 7-5, 7-6(6)             |
| 2003                | James Blake / Mark Merklein         | Lleyton Hewitt / Mark Philippoussis  | 6-4, 6-7(2), 7-6(5)     |
| 2004                | Rick Leach / Brian MacPhie          | Jeff Coetzee / Chris Haggard         | 6-3, 6-1                |
| 2005                | Bob Bryan / Mike Bryan              | Wayne Arthurs / Paul Hanley          | 7-5, 6-4                |
| Las Vegas, Nevada   |                                     |                                      |                         |
| 2006                | Bob Bryan / Mike Bryan              | Jaroslav Levinský / Robert Lindstedt | 6-3, 6-2                |
| 2007                | Bob Bryan / Mike Bryan              | Jonathan Erlich / Andy Ram           | 7-6(6), 6-2             |
| 2008                | Julien Benneteau / Michaël Llodra   | Bob Bryan / Mike Bryan               | 6-4, 4-6, 10-8          |

## Külső hivatkozások
- Hivatalos oldal